# Кріль Анатолій Улянович
Анатолій Улянович Кріль (24 червня 1936, с. Зеленче, Хмельницька область — 3 квітня 2004, Владивосток, Приморський край, РФ) — український культурний діяч, режисер, співак (баритон), хормейстер, поет і композитор. Популяризатор української культури в Зеленому Клині.

## Життєпис

### Навчання
1960 — закінчив Одеський медінститут та народну студію при Одеській консерваторії.
Співав, як соліст, у народному оперному театрі при міжспілковому Палаці культури та у хоровій капелі в Одесі, де виконав партії Демона («Демон»), Лукаша («Лісова пісня»), Султана та Карася («Запорожець за Дунаєм»), Алеко («Алеко»), Богдана Хмельницького («Богдан Хмельницький»).
Великий вплив на творче становлення А. Кріля мала дружба з майбутнім художнім керівником Державного Українського народного хору ім. Г. Верьовки, тоді — студентом Одеської консерваторії Анатолієм Авдієвським. Співав у хорі при Палаці культури моряків під його керівництвом.

### Переїзд до Росії
В 1963 переїджає у Владивосток за запрошенням свого брата, де починає працювати лікарем. Паралельно з роботою лікаря протягом 17 років працював як режисер і соліст Народного театру музичної комедії при Палаці культури моряків. За цей період виконав перші партії в 13 музичних виставах — Назар («Свадьба в Малиновке»), Микола та Виборний («Наталка-Полтавка»), Едвін («Сільва»), Султан та Карась («Запорожець за Дунаєм»), Матрос («Білі ночі»), Рінальдо («Чорний дракон»), Матрос Кашуба («На світанні»), Андрій («Цирк зажигает огни») та ін.
Як режисер здійснив постановки:
- «Запорожець за Дунаєм»,
- «Наталка-Полтавка»,
- «Весілля в Малинівці»,
- «Сорочинський ярмарок»,
- «Алеко»,
- «Трембіта» та ін.

Як одному з керівників театру йому вдалося залучити до роботи значну кількість акторів-аматорів українського походження.
У 1965 році при музичному народному театрі організував український чоловічий вокальний ансамбль «Бриль», згодом — вокальний український чоловічий ансамбль «Пиріг». Поставлені ним вистави та виступи вокального ансамблю мали великий успіх у глядачів Приморського краю, Сахаліну, Камчатки.
У 1979 році заснував Український народний хор «Горлиця», яким керував до своєї загибелі, а у 1980-му студію українського солоспіву при Палаці культури залізничників. Ініціював проведення Приморських крайових фестивалів української культури «Солов'їна пісня» і «Шевченківські думи» (1999) та Далекосхідних фестивалів української культури «Наша дума — наша пісня».
Як поет і композитор створив мюзикли «Усмішки Гоголя» (1962), «Толока» (1964), «Цвіт папорті», «Станичний сходиться народ». Автор двох музично-поетичних збірок — «Летіла горлиця далеко» та «Станичники».

## Нагороди
Лауреат та дипломант багатьох крайових, регіональних, російських та міжнародних конкурсів і фестивалів. Заслужений діяч культури Росії (1997). У 2001 став організатором і головою Українського музично-літературного товариства «Горлиця».

## Загибель
Загинув від руки невідомого злочинця 3 квітня 2004 року, на автобусній зупинці у Владивостоку. Не був пограбований.
Комісія Людських та Громадянських Прав (КЛГП СКУ) неодноразово зверталася до Президента Путіна з вимогою розслідувати згадане убивство, зокрема було запропоновано розглянути «церковну» версію — Анатолій Криль брав участь у реєстрації релігійної громади УПЦ КП. У відповідь було отримано лист із Прокуратури Владивостоку про те, що у справі немає свідків, а також, що «церковна» версія не має відношення до кримінальної справи. Вбивство Анатолія Криля до цього часу залишається нерозкритим.
Як заявив тодішній голова Комітету у справах української громади у Росії (КЛГП СКУ) Василь Коломацький (Канада):
| Справа Анатолія Криля скоріше всього була політичною, пов'язаною із його діяльністю в українській громаді, та зокрема його участю у реєстрації церковної громади УПЦ КП у Владивостоці (пан Анатолій був членом реєстраційної «двадцятки»). Приблизно в той же час було убито відомих активістів Володимира Побурінного (Іванівська обл.) та Володимира Сенишина (Тула). Всі три справи розкриті не були, і по діям влади було зрозуміло, що влада не була зацікавлена у розкритті. На листи КЛГП у справ Сенишина взагалі не було відповіді від влади. Майже напевно, що в такий спосіб влада Росії залякувала українську громаду Росії. |
Проти вбивства активістів виступав також член КЛГП професор Стефан Паняк із Єкатеринбурга, який разом із Василем Коломацьким опублікували статтю «Ні — убивствам і розправам!»..